# John Lyon (4e comte de Strathmore et Kinghorne)
John Lyon, 4e comte de Strathmore et Kinghorne (1663-1712), est un noble et un pair écossais.

## Biographie
Il est le fils de Patrick Lyon (3e comte de Strathmore et Kinghorne). Il épouse Elizabeth Stanhope le 21 septembre 1691, fille d'Elizabeth Butler et Philip Stanhope (2e comte de Chesterfield). En mai 1695, près de quatre ans après leur mariage, il succède à son père en tant que quatrième comte de Strathmore et Kinghorne.
Ensemble, ils ont 10 enfants :
- Patrick Lyon, Lord Glamis (1692 - septembre 1709)
- Philip Lyon, Lord Glamis (29 octobre 1693 - 18 mars 1712), meurt de la Variole à Londres; il est célibataire.
- John Lyon, 5e comte de Strathmore et Kinghorne (27 avril 1696 - 13 novembre 1715), est tué à la bataille de Sheriffmuir alors qu'il se bat pour la cause jacobite. Décédé célibataire.
- Charles Lyon (6e comte de Strathmore et Kinghorne) (baptisé le 12 juillet 1699 - 11 mai 1728), est tué dans une bagarre; il épouse Lady Susan Cochrane, mais n'a aucune descendance légitime.
- Hendrie Lyon (né le 1er juillet 1700) est décédé jeune.
- James Lyon, 7e comte de Strathmore et Kinghorne (baptisé le 24 décembre 1702 - 4 janvier 1735); Franc-maçon, il épouse Mary Oliphant, mais leur mariage est sans enfant.
- Thomas Lyon (8e comte de Strathmore et Kinghorne) (baptisé le 6 juillet 1704 - 18 janvier 1753), épouse Jean Nicholson (mort le 13 mai 1778), dont il est issu Elizabeth Bowes-Lyon, épouse du roi George VI.
- Helen Lyon (baptisée du 8 janvier 1695 - 19 décembre 1723), mariée à Robert Stuart, 7e Lord Blantyre; son fils unique est mort jeune
- Mary Lyon (baptisée du 16 avril 1697 - 26 mai 1780), célibataire.
- Catherine Lyon (baptisée le 24 avril 1707), décédée jeune.